# Srebyrnite grivni
Srebyrnite grivni (bulgariska för "silverarmband") var en av Bulgariens första rockgrupper. 
Bandet bildades 1964 i Sofia, med bandmedlemmarna Valentin Stefanov (gitarr), Aleksander Petrounov (bas), Troshan Vladovski (kompgitarr) och Zhorzhan Banov (trummor). Alla fyra uppträdde också som sångare. Gruppen spelade mest under 1960- och 70-talen.